# Dollah Salleh
Dollah Salleh (23 ottobre 1963) è un ex calciatore ed ex giocatore di calcio a 5 malese.

## Carriera
Come massimo riconoscimento in carriera vanta la partecipazione, con la Nazionale maschile di calcio a 5 della Malaysia, al FIFA Futsal World Championship 1996 in cui la nazionale asiatica si è fermata al primo turno, eliminata nel girone comprendente Italia, Uruguay e Stati Uniti.